# Francesco Zanoncelli
Francesco Zanoncelli (Milano, 11 settembre 1967) è un allenatore di calcio ed ex calciatore italiano, di ruolo difensore.

## Carriera

### Club
Dopo aver dato i primi calci a un pallone nella squadra della sua città, Lodi Vecchio, è stato acquistato dal Milan, dove, dopo una trafila nelle giovanili, ha esordito in prima squadra nella fine della stagione 1985-86 nel Torneo Estivo. Nella stagione seguente, a 19 anni, ha giocato 6 partite di campionato. Era un difensore centrale.

Zanoncelli al Monza nella stagione 1988-1989

Dopo aver giocato con Empoli, Monza, Brescia, Atalanta, Padova e Ascoli, nella stagione 1996-1997 è passato al Lecce con cui ha conquistato la promozione in Serie A sotto la guida dell'allenatore Gian Piero Ventura, il quale l'anno dopo lo ha portato con sé insieme ad altri suoi compagni di squadra (Tiziano De Patre, Gianni Cavezzi, Fabio Macellari) al Cagliari, nuovamente nella serie cadetta. Nella formazione sarda è rimasto le due successive stagioni (1997-1998 e 1998-1999), cogliendo nuovamente al primo anno la promozione in Serie A.
Terminata l'esperienza con i rossoblù, Zanoncelli è tornato a giocare nuovamente al Brescia per una stagione, per poi passare a Genoa, Crotone e infine finire la carriera da calciatore con la maglia della SPAL. Ha collezionato 23 presenze e 2 gol con la Nazionale Under-21 allenata da Cesare Maldini.

### Allenatore
Divenuto allenatore professionista di prima categoria, ha iniziato come collaboratore di Sonzogni prima e in seguito di Discepoli nella SPAL, successivamente sempre in qualità di collaboratore nel Napoli di Ventura. Dopo aver allenato la Berretti del Pizzighettone è passato nel campionato successivo alla guida della Giacomense in Serie D (2006-2007), venendo esonerato, per poi passare alla guida del Pizzighettone nella stagione 2007-2008, dove viene esonerato a causa degli scarsi risultati che portano la squadra al terz'ultimo posto. Nel 2008 passa alla guida del Salò Valsabbia, in Serie D.
Il 3 luglio 2009 viene ufficializzato il suo passaggio alla guida del Carpenedolo in Seconda Divisione. Nel gennaio del 2010 Zanoncelli, dopo che la squadra era in zona play-out e non vinceva da 12 gare, è stato esonerato dal Carpenedolo a seguito della sconfitta in casa per 3-0 in campionato contro l'Alghero; ha vinto in totale col Carpenedolo 5 partite su 20. Dal 2011 lavora a Sydney in Australia, allenando i giovani tra i 15 e i 17 anni d'età per l'AC Milan Soccer School Academy, assieme ad Andrea Icardi.
Nel 2015, terminata la collaborazione col Milan, resta in Australia, a Brisbane, entrando in varie realtà calcistiche della zona.
Il 5 gennaio 2022 diviene collaboratore tecnico di Roberto Venturato, alla SPAL. 
Il 30 ottobre 2023 viene chiamato sulla panchina della Primavera del Fiorenzuola, in sostituzione di Francesco Turrini promosso alla guida della prima squadra. Due mesi più tardi lascia la formazione emiliana, a causa del ritorno di Turrini sulla panchina della Primavera.

## Palmarès

### Giocatore

#### Club

##### Competizioni nazionali
- Campionato italiano Serie C1: 1

Lecce: 1995-1996 (girone B)